# Eupithecia subatrata
Eupithecia subatrata là một loài bướm đêm trong họ Geometridae.